# Microtus mustersi
Microtus mustersi — вид мишоподібних ссавців з родини хом'якових (Cricetidae).

## Таксономічна примітка
Вид відділено від M. guentheri.

## Поширення
Країни проживання: Лівія.